# رابطة كرة القدم الأمريكية 1930
رابطة كرة القدم الأمريكية 1930 هو الموسم 10 من رابطة كرة القدم الأمريكية ‏. أشرف على تنظيمه American Soccer League ‏، وفاز فيه فول ريفر ماركسمين.